# Shalimar
Az 1978-as Shalimar Rahul Dev Burman egyik nagylemeze, mely a Shalimar film betétdalait tartalmazza. Szerepel az 1001 lemez, amit hallanod kell, mielőtt meghalsz című könyvben.

## Az album dalai
| 1. | Title Music               | R. D. Burman         | Burman                 | 2:55 |
| 2. | One Two Cha Cha Cha       | Burman, Anand Bakshi | Usha Uthup             | 5:41 |
| 3. | Hum Bewafa Hargiz Na Thay | Burman, Bakshi       | Kishore Kumar & Chorus | 4:11 |
| 4. | Countess' Caper           | Burman               | Burman                 | 3:55 |
| 5. | Naag Devta                | Burman, Bakshi       | Mohammed Rafi          | 4:27 |

| 1. | Aaina Wohi Rehta Hai              | Burman, Bakshi            | Lata Mangeshkar | 6:38 |
| 2. | Baby Let's Dance Together         | Burman, Sapan Chakravorty | Sapan Chaudhary | 2:38 |
| 3. | Romantic Theme                    | Burman                    | Burman          | 2:36 |
| 4. | Mera Pyar Shalimar                | Burman, Bakshi            | Asha Bhosle     | 4:52 |
| 5. | Hum Bewafa Hargiz Na Thay (Happy) | Burman, Bakshi            | Kishore Kumar   | 2:07 |